# アモック (料理)

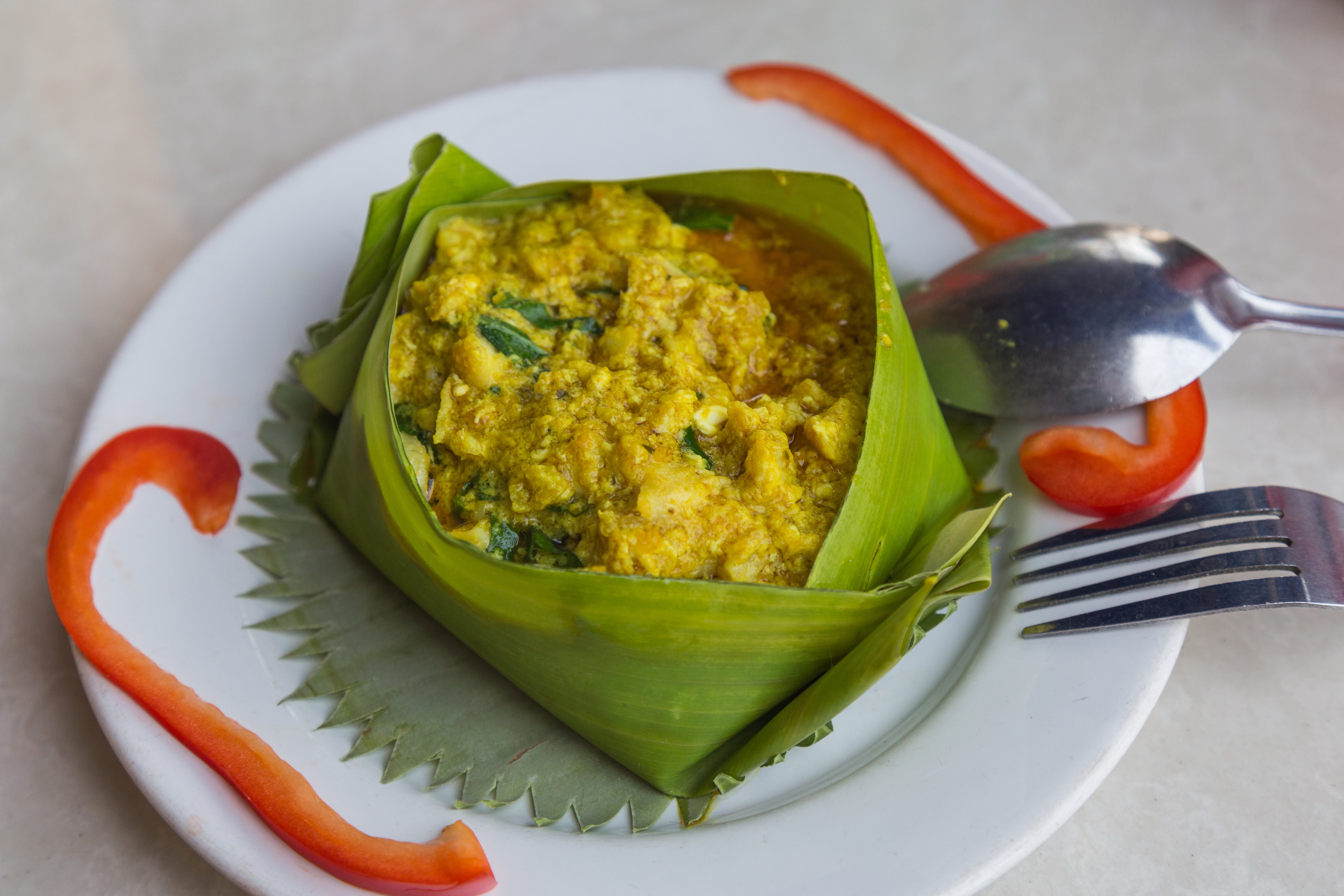
フィッシュ・アモックの例（プノンペン）

アモック（クメール語: អាម៉ុក、amok）は伝統的なカンボジア料理（クメール料理）であり、代表料理である。食材とクルーン（多くのスパイスのミックスペースト、カレー）、ココナッツミルクを混ぜ、卵でとじた料理。ご飯と共に食される。
食材にはメコン川で獲れる川魚が多いが、鶏肉なども用いられる。川魚を使用したものをフィッシュ・アモック（fish amok）、アモック・トレイ（クメール語: អាម៉ុកត្រី、amok trei）と個別に呼ぶこともある。卵は鶏卵の他にアヒルの卵も使用される。
また、卵を用いずにスープカレー風に仕上げることもある。
アモックチュックはカタツムリを使用する。